# Кадзаевы
Кадза́евы или Каджа́евы (осет. Къадзатæ) — осетинская фамилия.

## Антропонимика
Объясняется из осетинского языка (осет. къадз) — ‘аист’

## Происхождение
Некогда в селении Луар расположенном в Алагирском ущелье жили три брата — Албор, Кадза и Цогой. Здесь не хватало земли и они вынуждены были частично расселиться. Потомки Кадза направились в Мамисонское ущелье, где выбрали для себя селение Тли. Алборовы разделились, часть из них ушла на юг в верховья реки Джоджора, а другие на восток в сел. Нижний Кани (Тагаурия). При этом Цогоевы остались на прежнем месте в Луаре.

## Генеалогия
Родственными фамилиями (осет. æрвадæлтæ) Кадзаевых являются Алборовы и Цогоевы.
Генетическая генеалогия
Кадзаев (4) — G2-P18 > GG330
276933 — Kadzaev — G2a1a1a1b1 (DYS505=9, YCAII=19,21, DYS438=9, DYS391=9, DYS455=11)
OSE-226 — J2-M67 > J2a4b*

## Известные представители
- Джамбулат Тебоевич Кадзаев — старшина села Тли.
- Игорь Ростиславович Кадзаев (1965) — директор Управления сельского хозяйства Северной Осетии.
- Олег Ростиславович Кадзаев (1967) — глава Бирагзангского сельского поселения Алагирского района.
- Станислав Собронович Кадзаев (1955) — талантливый осетинский поэт, журналист.

Искусство
- Вадим Филиппович Каджаев (1984) — заслуженный художник Северной и Южной Осетии.
- Руслан Шаликоевич Каджаев (1965) ― артист балета (танцор), солист ансамбля народного танца «Алан».